# Ortalis leucogastra
Chachalaca-de-barriga-branca ou aracuã-de-barriga-branca (Ortalis leucogastra) é uma espécie de ave da família Cracidae.
Pode ser encontrada nos seguintes países: Costa Rica, El Salvador, Guatemala, Honduras, México e Nicarágua.
Os seus habitats naturais são: florestas secas tropicais ou subtropicais , florestas subtropicais ou tropicais húmidas de baixa altitude e florestas secundárias altamente degradadas.